# 18026 Juliabaldwin
18026 Juliabaldwin è un asteroide della fascia principale. Scoperto nel 1999, presenta un'orbita caratterizzata da un semiasse maggiore pari a 2,3336904 UA e da un'eccentricità di 0,1968202, inclinata di 4,74945° rispetto all'eclittica.